# Abertura Alapin
|   | a | b | c | d | e | f | g | h |   |
| 8 | a8 preto torre · b8 preto cavalo · c8 preto bispo · d8 preto rainha · e8 preto rei · f8 preto bispo · g8 preto cavalo · h8 preto torre · a7 preto peão · b7 preto peão · c7 preto peão · d7 preto peão · f7 preto peão · g7 preto peão · h7 preto peão · e5 preto peão · e4 branco peão · a2 branco peão · b2 branco peão · c2 branco peão · d2 branco peão · e2 branco cavalo · f2 branco peão · g2 branco peão · h2 branco peão · a1 branco torre · b1 branco cavalo · c1 branco bispo · d1 branco rainha · e1 branco rei · f1 branco bispo · h1 branco torre | a8 preto torre · b8 preto cavalo · c8 preto bispo · d8 preto rainha · e8 preto rei · f8 preto bispo · g8 preto cavalo · h8 preto torre · a7 preto peão · b7 preto peão · c7 preto peão · d7 preto peão · f7 preto peão · g7 preto peão · h7 preto peão · e5 preto peão · e4 branco peão · a2 branco peão · b2 branco peão · c2 branco peão · d2 branco peão · e2 branco cavalo · f2 branco peão · g2 branco peão · h2 branco peão · a1 branco torre · b1 branco cavalo · c1 branco bispo · d1 branco rainha · e1 branco rei · f1 branco bispo · h1 branco torre | a8 preto torre · b8 preto cavalo · c8 preto bispo · d8 preto rainha · e8 preto rei · f8 preto bispo · g8 preto cavalo · h8 preto torre · a7 preto peão · b7 preto peão · c7 preto peão · d7 preto peão · f7 preto peão · g7 preto peão · h7 preto peão · e5 preto peão · e4 branco peão · a2 branco peão · b2 branco peão · c2 branco peão · d2 branco peão · e2 branco cavalo · f2 branco peão · g2 branco peão · h2 branco peão · a1 branco torre · b1 branco cavalo · c1 branco bispo · d1 branco rainha · e1 branco rei · f1 branco bispo · h1 branco torre | a8 preto torre · b8 preto cavalo · c8 preto bispo · d8 preto rainha · e8 preto rei · f8 preto bispo · g8 preto cavalo · h8 preto torre · a7 preto peão · b7 preto peão · c7 preto peão · d7 preto peão · f7 preto peão · g7 preto peão · h7 preto peão · e5 preto peão · e4 branco peão · a2 branco peão · b2 branco peão · c2 branco peão · d2 branco peão · e2 branco cavalo · f2 branco peão · g2 branco peão · h2 branco peão · a1 branco torre · b1 branco cavalo · c1 branco bispo · d1 branco rainha · e1 branco rei · f1 branco bispo · h1 branco torre | a8 preto torre · b8 preto cavalo · c8 preto bispo · d8 preto rainha · e8 preto rei · f8 preto bispo · g8 preto cavalo · h8 preto torre · a7 preto peão · b7 preto peão · c7 preto peão · d7 preto peão · f7 preto peão · g7 preto peão · h7 preto peão · e5 preto peão · e4 branco peão · a2 branco peão · b2 branco peão · c2 branco peão · d2 branco peão · e2 branco cavalo · f2 branco peão · g2 branco peão · h2 branco peão · a1 branco torre · b1 branco cavalo · c1 branco bispo · d1 branco rainha · e1 branco rei · f1 branco bispo · h1 branco torre | a8 preto torre · b8 preto cavalo · c8 preto bispo · d8 preto rainha · e8 preto rei · f8 preto bispo · g8 preto cavalo · h8 preto torre · a7 preto peão · b7 preto peão · c7 preto peão · d7 preto peão · f7 preto peão · g7 preto peão · h7 preto peão · e5 preto peão · e4 branco peão · a2 branco peão · b2 branco peão · c2 branco peão · d2 branco peão · e2 branco cavalo · f2 branco peão · g2 branco peão · h2 branco peão · a1 branco torre · b1 branco cavalo · c1 branco bispo · d1 branco rainha · e1 branco rei · f1 branco bispo · h1 branco torre | a8 preto torre · b8 preto cavalo · c8 preto bispo · d8 preto rainha · e8 preto rei · f8 preto bispo · g8 preto cavalo · h8 preto torre · a7 preto peão · b7 preto peão · c7 preto peão · d7 preto peão · f7 preto peão · g7 preto peão · h7 preto peão · e5 preto peão · e4 branco peão · a2 branco peão · b2 branco peão · c2 branco peão · d2 branco peão · e2 branco cavalo · f2 branco peão · g2 branco peão · h2 branco peão · a1 branco torre · b1 branco cavalo · c1 branco bispo · d1 branco rainha · e1 branco rei · f1 branco bispo · h1 branco torre | a8 preto torre · b8 preto cavalo · c8 preto bispo · d8 preto rainha · e8 preto rei · f8 preto bispo · g8 preto cavalo · h8 preto torre · a7 preto peão · b7 preto peão · c7 preto peão · d7 preto peão · f7 preto peão · g7 preto peão · h7 preto peão · e5 preto peão · e4 branco peão · a2 branco peão · b2 branco peão · c2 branco peão · d2 branco peão · e2 branco cavalo · f2 branco peão · g2 branco peão · h2 branco peão · a1 branco torre · b1 branco cavalo · c1 branco bispo · d1 branco rainha · e1 branco rei · f1 branco bispo · h1 branco torre | 8 |
| 7 | a8 preto torre · b8 preto cavalo · c8 preto bispo · d8 preto rainha · e8 preto rei · f8 preto bispo · g8 preto cavalo · h8 preto torre · a7 preto peão · b7 preto peão · c7 preto peão · d7 preto peão · f7 preto peão · g7 preto peão · h7 preto peão · e5 preto peão · e4 branco peão · a2 branco peão · b2 branco peão · c2 branco peão · d2 branco peão · e2 branco cavalo · f2 branco peão · g2 branco peão · h2 branco peão · a1 branco torre · b1 branco cavalo · c1 branco bispo · d1 branco rainha · e1 branco rei · f1 branco bispo · h1 branco torre | a8 preto torre · b8 preto cavalo · c8 preto bispo · d8 preto rainha · e8 preto rei · f8 preto bispo · g8 preto cavalo · h8 preto torre · a7 preto peão · b7 preto peão · c7 preto peão · d7 preto peão · f7 preto peão · g7 preto peão · h7 preto peão · e5 preto peão · e4 branco peão · a2 branco peão · b2 branco peão · c2 branco peão · d2 branco peão · e2 branco cavalo · f2 branco peão · g2 branco peão · h2 branco peão · a1 branco torre · b1 branco cavalo · c1 branco bispo · d1 branco rainha · e1 branco rei · f1 branco bispo · h1 branco torre | a8 preto torre · b8 preto cavalo · c8 preto bispo · d8 preto rainha · e8 preto rei · f8 preto bispo · g8 preto cavalo · h8 preto torre · a7 preto peão · b7 preto peão · c7 preto peão · d7 preto peão · f7 preto peão · g7 preto peão · h7 preto peão · e5 preto peão · e4 branco peão · a2 branco peão · b2 branco peão · c2 branco peão · d2 branco peão · e2 branco cavalo · f2 branco peão · g2 branco peão · h2 branco peão · a1 branco torre · b1 branco cavalo · c1 branco bispo · d1 branco rainha · e1 branco rei · f1 branco bispo · h1 branco torre | a8 preto torre · b8 preto cavalo · c8 preto bispo · d8 preto rainha · e8 preto rei · f8 preto bispo · g8 preto cavalo · h8 preto torre · a7 preto peão · b7 preto peão · c7 preto peão · d7 preto peão · f7 preto peão · g7 preto peão · h7 preto peão · e5 preto peão · e4 branco peão · a2 branco peão · b2 branco peão · c2 branco peão · d2 branco peão · e2 branco cavalo · f2 branco peão · g2 branco peão · h2 branco peão · a1 branco torre · b1 branco cavalo · c1 branco bispo · d1 branco rainha · e1 branco rei · f1 branco bispo · h1 branco torre | a8 preto torre · b8 preto cavalo · c8 preto bispo · d8 preto rainha · e8 preto rei · f8 preto bispo · g8 preto cavalo · h8 preto torre · a7 preto peão · b7 preto peão · c7 preto peão · d7 preto peão · f7 preto peão · g7 preto peão · h7 preto peão · e5 preto peão · e4 branco peão · a2 branco peão · b2 branco peão · c2 branco peão · d2 branco peão · e2 branco cavalo · f2 branco peão · g2 branco peão · h2 branco peão · a1 branco torre · b1 branco cavalo · c1 branco bispo · d1 branco rainha · e1 branco rei · f1 branco bispo · h1 branco torre | a8 preto torre · b8 preto cavalo · c8 preto bispo · d8 preto rainha · e8 preto rei · f8 preto bispo · g8 preto cavalo · h8 preto torre · a7 preto peão · b7 preto peão · c7 preto peão · d7 preto peão · f7 preto peão · g7 preto peão · h7 preto peão · e5 preto peão · e4 branco peão · a2 branco peão · b2 branco peão · c2 branco peão · d2 branco peão · e2 branco cavalo · f2 branco peão · g2 branco peão · h2 branco peão · a1 branco torre · b1 branco cavalo · c1 branco bispo · d1 branco rainha · e1 branco rei · f1 branco bispo · h1 branco torre | a8 preto torre · b8 preto cavalo · c8 preto bispo · d8 preto rainha · e8 preto rei · f8 preto bispo · g8 preto cavalo · h8 preto torre · a7 preto peão · b7 preto peão · c7 preto peão · d7 preto peão · f7 preto peão · g7 preto peão · h7 preto peão · e5 preto peão · e4 branco peão · a2 branco peão · b2 branco peão · c2 branco peão · d2 branco peão · e2 branco cavalo · f2 branco peão · g2 branco peão · h2 branco peão · a1 branco torre · b1 branco cavalo · c1 branco bispo · d1 branco rainha · e1 branco rei · f1 branco bispo · h1 branco torre | a8 preto torre · b8 preto cavalo · c8 preto bispo · d8 preto rainha · e8 preto rei · f8 preto bispo · g8 preto cavalo · h8 preto torre · a7 preto peão · b7 preto peão · c7 preto peão · d7 preto peão · f7 preto peão · g7 preto peão · h7 preto peão · e5 preto peão · e4 branco peão · a2 branco peão · b2 branco peão · c2 branco peão · d2 branco peão · e2 branco cavalo · f2 branco peão · g2 branco peão · h2 branco peão · a1 branco torre · b1 branco cavalo · c1 branco bispo · d1 branco rainha · e1 branco rei · f1 branco bispo · h1 branco torre | 7 |
| 6 | a8 preto torre · b8 preto cavalo · c8 preto bispo · d8 preto rainha · e8 preto rei · f8 preto bispo · g8 preto cavalo · h8 preto torre · a7 preto peão · b7 preto peão · c7 preto peão · d7 preto peão · f7 preto peão · g7 preto peão · h7 preto peão · e5 preto peão · e4 branco peão · a2 branco peão · b2 branco peão · c2 branco peão · d2 branco peão · e2 branco cavalo · f2 branco peão · g2 branco peão · h2 branco peão · a1 branco torre · b1 branco cavalo · c1 branco bispo · d1 branco rainha · e1 branco rei · f1 branco bispo · h1 branco torre | a8 preto torre · b8 preto cavalo · c8 preto bispo · d8 preto rainha · e8 preto rei · f8 preto bispo · g8 preto cavalo · h8 preto torre · a7 preto peão · b7 preto peão · c7 preto peão · d7 preto peão · f7 preto peão · g7 preto peão · h7 preto peão · e5 preto peão · e4 branco peão · a2 branco peão · b2 branco peão · c2 branco peão · d2 branco peão · e2 branco cavalo · f2 branco peão · g2 branco peão · h2 branco peão · a1 branco torre · b1 branco cavalo · c1 branco bispo · d1 branco rainha · e1 branco rei · f1 branco bispo · h1 branco torre | a8 preto torre · b8 preto cavalo · c8 preto bispo · d8 preto rainha · e8 preto rei · f8 preto bispo · g8 preto cavalo · h8 preto torre · a7 preto peão · b7 preto peão · c7 preto peão · d7 preto peão · f7 preto peão · g7 preto peão · h7 preto peão · e5 preto peão · e4 branco peão · a2 branco peão · b2 branco peão · c2 branco peão · d2 branco peão · e2 branco cavalo · f2 branco peão · g2 branco peão · h2 branco peão · a1 branco torre · b1 branco cavalo · c1 branco bispo · d1 branco rainha · e1 branco rei · f1 branco bispo · h1 branco torre | a8 preto torre · b8 preto cavalo · c8 preto bispo · d8 preto rainha · e8 preto rei · f8 preto bispo · g8 preto cavalo · h8 preto torre · a7 preto peão · b7 preto peão · c7 preto peão · d7 preto peão · f7 preto peão · g7 preto peão · h7 preto peão · e5 preto peão · e4 branco peão · a2 branco peão · b2 branco peão · c2 branco peão · d2 branco peão · e2 branco cavalo · f2 branco peão · g2 branco peão · h2 branco peão · a1 branco torre · b1 branco cavalo · c1 branco bispo · d1 branco rainha · e1 branco rei · f1 branco bispo · h1 branco torre | a8 preto torre · b8 preto cavalo · c8 preto bispo · d8 preto rainha · e8 preto rei · f8 preto bispo · g8 preto cavalo · h8 preto torre · a7 preto peão · b7 preto peão · c7 preto peão · d7 preto peão · f7 preto peão · g7 preto peão · h7 preto peão · e5 preto peão · e4 branco peão · a2 branco peão · b2 branco peão · c2 branco peão · d2 branco peão · e2 branco cavalo · f2 branco peão · g2 branco peão · h2 branco peão · a1 branco torre · b1 branco cavalo · c1 branco bispo · d1 branco rainha · e1 branco rei · f1 branco bispo · h1 branco torre | a8 preto torre · b8 preto cavalo · c8 preto bispo · d8 preto rainha · e8 preto rei · f8 preto bispo · g8 preto cavalo · h8 preto torre · a7 preto peão · b7 preto peão · c7 preto peão · d7 preto peão · f7 preto peão · g7 preto peão · h7 preto peão · e5 preto peão · e4 branco peão · a2 branco peão · b2 branco peão · c2 branco peão · d2 branco peão · e2 branco cavalo · f2 branco peão · g2 branco peão · h2 branco peão · a1 branco torre · b1 branco cavalo · c1 branco bispo · d1 branco rainha · e1 branco rei · f1 branco bispo · h1 branco torre | a8 preto torre · b8 preto cavalo · c8 preto bispo · d8 preto rainha · e8 preto rei · f8 preto bispo · g8 preto cavalo · h8 preto torre · a7 preto peão · b7 preto peão · c7 preto peão · d7 preto peão · f7 preto peão · g7 preto peão · h7 preto peão · e5 preto peão · e4 branco peão · a2 branco peão · b2 branco peão · c2 branco peão · d2 branco peão · e2 branco cavalo · f2 branco peão · g2 branco peão · h2 branco peão · a1 branco torre · b1 branco cavalo · c1 branco bispo · d1 branco rainha · e1 branco rei · f1 branco bispo · h1 branco torre | a8 preto torre · b8 preto cavalo · c8 preto bispo · d8 preto rainha · e8 preto rei · f8 preto bispo · g8 preto cavalo · h8 preto torre · a7 preto peão · b7 preto peão · c7 preto peão · d7 preto peão · f7 preto peão · g7 preto peão · h7 preto peão · e5 preto peão · e4 branco peão · a2 branco peão · b2 branco peão · c2 branco peão · d2 branco peão · e2 branco cavalo · f2 branco peão · g2 branco peão · h2 branco peão · a1 branco torre · b1 branco cavalo · c1 branco bispo · d1 branco rainha · e1 branco rei · f1 branco bispo · h1 branco torre | 6 |
| 5 | a8 preto torre · b8 preto cavalo · c8 preto bispo · d8 preto rainha · e8 preto rei · f8 preto bispo · g8 preto cavalo · h8 preto torre · a7 preto peão · b7 preto peão · c7 preto peão · d7 preto peão · f7 preto peão · g7 preto peão · h7 preto peão · e5 preto peão · e4 branco peão · a2 branco peão · b2 branco peão · c2 branco peão · d2 branco peão · e2 branco cavalo · f2 branco peão · g2 branco peão · h2 branco peão · a1 branco torre · b1 branco cavalo · c1 branco bispo · d1 branco rainha · e1 branco rei · f1 branco bispo · h1 branco torre | a8 preto torre · b8 preto cavalo · c8 preto bispo · d8 preto rainha · e8 preto rei · f8 preto bispo · g8 preto cavalo · h8 preto torre · a7 preto peão · b7 preto peão · c7 preto peão · d7 preto peão · f7 preto peão · g7 preto peão · h7 preto peão · e5 preto peão · e4 branco peão · a2 branco peão · b2 branco peão · c2 branco peão · d2 branco peão · e2 branco cavalo · f2 branco peão · g2 branco peão · h2 branco peão · a1 branco torre · b1 branco cavalo · c1 branco bispo · d1 branco rainha · e1 branco rei · f1 branco bispo · h1 branco torre | a8 preto torre · b8 preto cavalo · c8 preto bispo · d8 preto rainha · e8 preto rei · f8 preto bispo · g8 preto cavalo · h8 preto torre · a7 preto peão · b7 preto peão · c7 preto peão · d7 preto peão · f7 preto peão · g7 preto peão · h7 preto peão · e5 preto peão · e4 branco peão · a2 branco peão · b2 branco peão · c2 branco peão · d2 branco peão · e2 branco cavalo · f2 branco peão · g2 branco peão · h2 branco peão · a1 branco torre · b1 branco cavalo · c1 branco bispo · d1 branco rainha · e1 branco rei · f1 branco bispo · h1 branco torre | a8 preto torre · b8 preto cavalo · c8 preto bispo · d8 preto rainha · e8 preto rei · f8 preto bispo · g8 preto cavalo · h8 preto torre · a7 preto peão · b7 preto peão · c7 preto peão · d7 preto peão · f7 preto peão · g7 preto peão · h7 preto peão · e5 preto peão · e4 branco peão · a2 branco peão · b2 branco peão · c2 branco peão · d2 branco peão · e2 branco cavalo · f2 branco peão · g2 branco peão · h2 branco peão · a1 branco torre · b1 branco cavalo · c1 branco bispo · d1 branco rainha · e1 branco rei · f1 branco bispo · h1 branco torre | a8 preto torre · b8 preto cavalo · c8 preto bispo · d8 preto rainha · e8 preto rei · f8 preto bispo · g8 preto cavalo · h8 preto torre · a7 preto peão · b7 preto peão · c7 preto peão · d7 preto peão · f7 preto peão · g7 preto peão · h7 preto peão · e5 preto peão · e4 branco peão · a2 branco peão · b2 branco peão · c2 branco peão · d2 branco peão · e2 branco cavalo · f2 branco peão · g2 branco peão · h2 branco peão · a1 branco torre · b1 branco cavalo · c1 branco bispo · d1 branco rainha · e1 branco rei · f1 branco bispo · h1 branco torre | a8 preto torre · b8 preto cavalo · c8 preto bispo · d8 preto rainha · e8 preto rei · f8 preto bispo · g8 preto cavalo · h8 preto torre · a7 preto peão · b7 preto peão · c7 preto peão · d7 preto peão · f7 preto peão · g7 preto peão · h7 preto peão · e5 preto peão · e4 branco peão · a2 branco peão · b2 branco peão · c2 branco peão · d2 branco peão · e2 branco cavalo · f2 branco peão · g2 branco peão · h2 branco peão · a1 branco torre · b1 branco cavalo · c1 branco bispo · d1 branco rainha · e1 branco rei · f1 branco bispo · h1 branco torre | a8 preto torre · b8 preto cavalo · c8 preto bispo · d8 preto rainha · e8 preto rei · f8 preto bispo · g8 preto cavalo · h8 preto torre · a7 preto peão · b7 preto peão · c7 preto peão · d7 preto peão · f7 preto peão · g7 preto peão · h7 preto peão · e5 preto peão · e4 branco peão · a2 branco peão · b2 branco peão · c2 branco peão · d2 branco peão · e2 branco cavalo · f2 branco peão · g2 branco peão · h2 branco peão · a1 branco torre · b1 branco cavalo · c1 branco bispo · d1 branco rainha · e1 branco rei · f1 branco bispo · h1 branco torre | a8 preto torre · b8 preto cavalo · c8 preto bispo · d8 preto rainha · e8 preto rei · f8 preto bispo · g8 preto cavalo · h8 preto torre · a7 preto peão · b7 preto peão · c7 preto peão · d7 preto peão · f7 preto peão · g7 preto peão · h7 preto peão · e5 preto peão · e4 branco peão · a2 branco peão · b2 branco peão · c2 branco peão · d2 branco peão · e2 branco cavalo · f2 branco peão · g2 branco peão · h2 branco peão · a1 branco torre · b1 branco cavalo · c1 branco bispo · d1 branco rainha · e1 branco rei · f1 branco bispo · h1 branco torre | 5 |
| 4 | a8 preto torre · b8 preto cavalo · c8 preto bispo · d8 preto rainha · e8 preto rei · f8 preto bispo · g8 preto cavalo · h8 preto torre · a7 preto peão · b7 preto peão · c7 preto peão · d7 preto peão · f7 preto peão · g7 preto peão · h7 preto peão · e5 preto peão · e4 branco peão · a2 branco peão · b2 branco peão · c2 branco peão · d2 branco peão · e2 branco cavalo · f2 branco peão · g2 branco peão · h2 branco peão · a1 branco torre · b1 branco cavalo · c1 branco bispo · d1 branco rainha · e1 branco rei · f1 branco bispo · h1 branco torre | a8 preto torre · b8 preto cavalo · c8 preto bispo · d8 preto rainha · e8 preto rei · f8 preto bispo · g8 preto cavalo · h8 preto torre · a7 preto peão · b7 preto peão · c7 preto peão · d7 preto peão · f7 preto peão · g7 preto peão · h7 preto peão · e5 preto peão · e4 branco peão · a2 branco peão · b2 branco peão · c2 branco peão · d2 branco peão · e2 branco cavalo · f2 branco peão · g2 branco peão · h2 branco peão · a1 branco torre · b1 branco cavalo · c1 branco bispo · d1 branco rainha · e1 branco rei · f1 branco bispo · h1 branco torre | a8 preto torre · b8 preto cavalo · c8 preto bispo · d8 preto rainha · e8 preto rei · f8 preto bispo · g8 preto cavalo · h8 preto torre · a7 preto peão · b7 preto peão · c7 preto peão · d7 preto peão · f7 preto peão · g7 preto peão · h7 preto peão · e5 preto peão · e4 branco peão · a2 branco peão · b2 branco peão · c2 branco peão · d2 branco peão · e2 branco cavalo · f2 branco peão · g2 branco peão · h2 branco peão · a1 branco torre · b1 branco cavalo · c1 branco bispo · d1 branco rainha · e1 branco rei · f1 branco bispo · h1 branco torre | a8 preto torre · b8 preto cavalo · c8 preto bispo · d8 preto rainha · e8 preto rei · f8 preto bispo · g8 preto cavalo · h8 preto torre · a7 preto peão · b7 preto peão · c7 preto peão · d7 preto peão · f7 preto peão · g7 preto peão · h7 preto peão · e5 preto peão · e4 branco peão · a2 branco peão · b2 branco peão · c2 branco peão · d2 branco peão · e2 branco cavalo · f2 branco peão · g2 branco peão · h2 branco peão · a1 branco torre · b1 branco cavalo · c1 branco bispo · d1 branco rainha · e1 branco rei · f1 branco bispo · h1 branco torre | a8 preto torre · b8 preto cavalo · c8 preto bispo · d8 preto rainha · e8 preto rei · f8 preto bispo · g8 preto cavalo · h8 preto torre · a7 preto peão · b7 preto peão · c7 preto peão · d7 preto peão · f7 preto peão · g7 preto peão · h7 preto peão · e5 preto peão · e4 branco peão · a2 branco peão · b2 branco peão · c2 branco peão · d2 branco peão · e2 branco cavalo · f2 branco peão · g2 branco peão · h2 branco peão · a1 branco torre · b1 branco cavalo · c1 branco bispo · d1 branco rainha · e1 branco rei · f1 branco bispo · h1 branco torre | a8 preto torre · b8 preto cavalo · c8 preto bispo · d8 preto rainha · e8 preto rei · f8 preto bispo · g8 preto cavalo · h8 preto torre · a7 preto peão · b7 preto peão · c7 preto peão · d7 preto peão · f7 preto peão · g7 preto peão · h7 preto peão · e5 preto peão · e4 branco peão · a2 branco peão · b2 branco peão · c2 branco peão · d2 branco peão · e2 branco cavalo · f2 branco peão · g2 branco peão · h2 branco peão · a1 branco torre · b1 branco cavalo · c1 branco bispo · d1 branco rainha · e1 branco rei · f1 branco bispo · h1 branco torre | a8 preto torre · b8 preto cavalo · c8 preto bispo · d8 preto rainha · e8 preto rei · f8 preto bispo · g8 preto cavalo · h8 preto torre · a7 preto peão · b7 preto peão · c7 preto peão · d7 preto peão · f7 preto peão · g7 preto peão · h7 preto peão · e5 preto peão · e4 branco peão · a2 branco peão · b2 branco peão · c2 branco peão · d2 branco peão · e2 branco cavalo · f2 branco peão · g2 branco peão · h2 branco peão · a1 branco torre · b1 branco cavalo · c1 branco bispo · d1 branco rainha · e1 branco rei · f1 branco bispo · h1 branco torre | a8 preto torre · b8 preto cavalo · c8 preto bispo · d8 preto rainha · e8 preto rei · f8 preto bispo · g8 preto cavalo · h8 preto torre · a7 preto peão · b7 preto peão · c7 preto peão · d7 preto peão · f7 preto peão · g7 preto peão · h7 preto peão · e5 preto peão · e4 branco peão · a2 branco peão · b2 branco peão · c2 branco peão · d2 branco peão · e2 branco cavalo · f2 branco peão · g2 branco peão · h2 branco peão · a1 branco torre · b1 branco cavalo · c1 branco bispo · d1 branco rainha · e1 branco rei · f1 branco bispo · h1 branco torre | 4 |
| 3 | a8 preto torre · b8 preto cavalo · c8 preto bispo · d8 preto rainha · e8 preto rei · f8 preto bispo · g8 preto cavalo · h8 preto torre · a7 preto peão · b7 preto peão · c7 preto peão · d7 preto peão · f7 preto peão · g7 preto peão · h7 preto peão · e5 preto peão · e4 branco peão · a2 branco peão · b2 branco peão · c2 branco peão · d2 branco peão · e2 branco cavalo · f2 branco peão · g2 branco peão · h2 branco peão · a1 branco torre · b1 branco cavalo · c1 branco bispo · d1 branco rainha · e1 branco rei · f1 branco bispo · h1 branco torre | a8 preto torre · b8 preto cavalo · c8 preto bispo · d8 preto rainha · e8 preto rei · f8 preto bispo · g8 preto cavalo · h8 preto torre · a7 preto peão · b7 preto peão · c7 preto peão · d7 preto peão · f7 preto peão · g7 preto peão · h7 preto peão · e5 preto peão · e4 branco peão · a2 branco peão · b2 branco peão · c2 branco peão · d2 branco peão · e2 branco cavalo · f2 branco peão · g2 branco peão · h2 branco peão · a1 branco torre · b1 branco cavalo · c1 branco bispo · d1 branco rainha · e1 branco rei · f1 branco bispo · h1 branco torre | a8 preto torre · b8 preto cavalo · c8 preto bispo · d8 preto rainha · e8 preto rei · f8 preto bispo · g8 preto cavalo · h8 preto torre · a7 preto peão · b7 preto peão · c7 preto peão · d7 preto peão · f7 preto peão · g7 preto peão · h7 preto peão · e5 preto peão · e4 branco peão · a2 branco peão · b2 branco peão · c2 branco peão · d2 branco peão · e2 branco cavalo · f2 branco peão · g2 branco peão · h2 branco peão · a1 branco torre · b1 branco cavalo · c1 branco bispo · d1 branco rainha · e1 branco rei · f1 branco bispo · h1 branco torre | a8 preto torre · b8 preto cavalo · c8 preto bispo · d8 preto rainha · e8 preto rei · f8 preto bispo · g8 preto cavalo · h8 preto torre · a7 preto peão · b7 preto peão · c7 preto peão · d7 preto peão · f7 preto peão · g7 preto peão · h7 preto peão · e5 preto peão · e4 branco peão · a2 branco peão · b2 branco peão · c2 branco peão · d2 branco peão · e2 branco cavalo · f2 branco peão · g2 branco peão · h2 branco peão · a1 branco torre · b1 branco cavalo · c1 branco bispo · d1 branco rainha · e1 branco rei · f1 branco bispo · h1 branco torre | a8 preto torre · b8 preto cavalo · c8 preto bispo · d8 preto rainha · e8 preto rei · f8 preto bispo · g8 preto cavalo · h8 preto torre · a7 preto peão · b7 preto peão · c7 preto peão · d7 preto peão · f7 preto peão · g7 preto peão · h7 preto peão · e5 preto peão · e4 branco peão · a2 branco peão · b2 branco peão · c2 branco peão · d2 branco peão · e2 branco cavalo · f2 branco peão · g2 branco peão · h2 branco peão · a1 branco torre · b1 branco cavalo · c1 branco bispo · d1 branco rainha · e1 branco rei · f1 branco bispo · h1 branco torre | a8 preto torre · b8 preto cavalo · c8 preto bispo · d8 preto rainha · e8 preto rei · f8 preto bispo · g8 preto cavalo · h8 preto torre · a7 preto peão · b7 preto peão · c7 preto peão · d7 preto peão · f7 preto peão · g7 preto peão · h7 preto peão · e5 preto peão · e4 branco peão · a2 branco peão · b2 branco peão · c2 branco peão · d2 branco peão · e2 branco cavalo · f2 branco peão · g2 branco peão · h2 branco peão · a1 branco torre · b1 branco cavalo · c1 branco bispo · d1 branco rainha · e1 branco rei · f1 branco bispo · h1 branco torre | a8 preto torre · b8 preto cavalo · c8 preto bispo · d8 preto rainha · e8 preto rei · f8 preto bispo · g8 preto cavalo · h8 preto torre · a7 preto peão · b7 preto peão · c7 preto peão · d7 preto peão · f7 preto peão · g7 preto peão · h7 preto peão · e5 preto peão · e4 branco peão · a2 branco peão · b2 branco peão · c2 branco peão · d2 branco peão · e2 branco cavalo · f2 branco peão · g2 branco peão · h2 branco peão · a1 branco torre · b1 branco cavalo · c1 branco bispo · d1 branco rainha · e1 branco rei · f1 branco bispo · h1 branco torre | a8 preto torre · b8 preto cavalo · c8 preto bispo · d8 preto rainha · e8 preto rei · f8 preto bispo · g8 preto cavalo · h8 preto torre · a7 preto peão · b7 preto peão · c7 preto peão · d7 preto peão · f7 preto peão · g7 preto peão · h7 preto peão · e5 preto peão · e4 branco peão · a2 branco peão · b2 branco peão · c2 branco peão · d2 branco peão · e2 branco cavalo · f2 branco peão · g2 branco peão · h2 branco peão · a1 branco torre · b1 branco cavalo · c1 branco bispo · d1 branco rainha · e1 branco rei · f1 branco bispo · h1 branco torre | 3 |
| 2 | a8 preto torre · b8 preto cavalo · c8 preto bispo · d8 preto rainha · e8 preto rei · f8 preto bispo · g8 preto cavalo · h8 preto torre · a7 preto peão · b7 preto peão · c7 preto peão · d7 preto peão · f7 preto peão · g7 preto peão · h7 preto peão · e5 preto peão · e4 branco peão · a2 branco peão · b2 branco peão · c2 branco peão · d2 branco peão · e2 branco cavalo · f2 branco peão · g2 branco peão · h2 branco peão · a1 branco torre · b1 branco cavalo · c1 branco bispo · d1 branco rainha · e1 branco rei · f1 branco bispo · h1 branco torre | a8 preto torre · b8 preto cavalo · c8 preto bispo · d8 preto rainha · e8 preto rei · f8 preto bispo · g8 preto cavalo · h8 preto torre · a7 preto peão · b7 preto peão · c7 preto peão · d7 preto peão · f7 preto peão · g7 preto peão · h7 preto peão · e5 preto peão · e4 branco peão · a2 branco peão · b2 branco peão · c2 branco peão · d2 branco peão · e2 branco cavalo · f2 branco peão · g2 branco peão · h2 branco peão · a1 branco torre · b1 branco cavalo · c1 branco bispo · d1 branco rainha · e1 branco rei · f1 branco bispo · h1 branco torre | a8 preto torre · b8 preto cavalo · c8 preto bispo · d8 preto rainha · e8 preto rei · f8 preto bispo · g8 preto cavalo · h8 preto torre · a7 preto peão · b7 preto peão · c7 preto peão · d7 preto peão · f7 preto peão · g7 preto peão · h7 preto peão · e5 preto peão · e4 branco peão · a2 branco peão · b2 branco peão · c2 branco peão · d2 branco peão · e2 branco cavalo · f2 branco peão · g2 branco peão · h2 branco peão · a1 branco torre · b1 branco cavalo · c1 branco bispo · d1 branco rainha · e1 branco rei · f1 branco bispo · h1 branco torre | a8 preto torre · b8 preto cavalo · c8 preto bispo · d8 preto rainha · e8 preto rei · f8 preto bispo · g8 preto cavalo · h8 preto torre · a7 preto peão · b7 preto peão · c7 preto peão · d7 preto peão · f7 preto peão · g7 preto peão · h7 preto peão · e5 preto peão · e4 branco peão · a2 branco peão · b2 branco peão · c2 branco peão · d2 branco peão · e2 branco cavalo · f2 branco peão · g2 branco peão · h2 branco peão · a1 branco torre · b1 branco cavalo · c1 branco bispo · d1 branco rainha · e1 branco rei · f1 branco bispo · h1 branco torre | a8 preto torre · b8 preto cavalo · c8 preto bispo · d8 preto rainha · e8 preto rei · f8 preto bispo · g8 preto cavalo · h8 preto torre · a7 preto peão · b7 preto peão · c7 preto peão · d7 preto peão · f7 preto peão · g7 preto peão · h7 preto peão · e5 preto peão · e4 branco peão · a2 branco peão · b2 branco peão · c2 branco peão · d2 branco peão · e2 branco cavalo · f2 branco peão · g2 branco peão · h2 branco peão · a1 branco torre · b1 branco cavalo · c1 branco bispo · d1 branco rainha · e1 branco rei · f1 branco bispo · h1 branco torre | a8 preto torre · b8 preto cavalo · c8 preto bispo · d8 preto rainha · e8 preto rei · f8 preto bispo · g8 preto cavalo · h8 preto torre · a7 preto peão · b7 preto peão · c7 preto peão · d7 preto peão · f7 preto peão · g7 preto peão · h7 preto peão · e5 preto peão · e4 branco peão · a2 branco peão · b2 branco peão · c2 branco peão · d2 branco peão · e2 branco cavalo · f2 branco peão · g2 branco peão · h2 branco peão · a1 branco torre · b1 branco cavalo · c1 branco bispo · d1 branco rainha · e1 branco rei · f1 branco bispo · h1 branco torre | a8 preto torre · b8 preto cavalo · c8 preto bispo · d8 preto rainha · e8 preto rei · f8 preto bispo · g8 preto cavalo · h8 preto torre · a7 preto peão · b7 preto peão · c7 preto peão · d7 preto peão · f7 preto peão · g7 preto peão · h7 preto peão · e5 preto peão · e4 branco peão · a2 branco peão · b2 branco peão · c2 branco peão · d2 branco peão · e2 branco cavalo · f2 branco peão · g2 branco peão · h2 branco peão · a1 branco torre · b1 branco cavalo · c1 branco bispo · d1 branco rainha · e1 branco rei · f1 branco bispo · h1 branco torre | a8 preto torre · b8 preto cavalo · c8 preto bispo · d8 preto rainha · e8 preto rei · f8 preto bispo · g8 preto cavalo · h8 preto torre · a7 preto peão · b7 preto peão · c7 preto peão · d7 preto peão · f7 preto peão · g7 preto peão · h7 preto peão · e5 preto peão · e4 branco peão · a2 branco peão · b2 branco peão · c2 branco peão · d2 branco peão · e2 branco cavalo · f2 branco peão · g2 branco peão · h2 branco peão · a1 branco torre · b1 branco cavalo · c1 branco bispo · d1 branco rainha · e1 branco rei · f1 branco bispo · h1 branco torre | 2 |
| 1 | a8 preto torre · b8 preto cavalo · c8 preto bispo · d8 preto rainha · e8 preto rei · f8 preto bispo · g8 preto cavalo · h8 preto torre · a7 preto peão · b7 preto peão · c7 preto peão · d7 preto peão · f7 preto peão · g7 preto peão · h7 preto peão · e5 preto peão · e4 branco peão · a2 branco peão · b2 branco peão · c2 branco peão · d2 branco peão · e2 branco cavalo · f2 branco peão · g2 branco peão · h2 branco peão · a1 branco torre · b1 branco cavalo · c1 branco bispo · d1 branco rainha · e1 branco rei · f1 branco bispo · h1 branco torre | a8 preto torre · b8 preto cavalo · c8 preto bispo · d8 preto rainha · e8 preto rei · f8 preto bispo · g8 preto cavalo · h8 preto torre · a7 preto peão · b7 preto peão · c7 preto peão · d7 preto peão · f7 preto peão · g7 preto peão · h7 preto peão · e5 preto peão · e4 branco peão · a2 branco peão · b2 branco peão · c2 branco peão · d2 branco peão · e2 branco cavalo · f2 branco peão · g2 branco peão · h2 branco peão · a1 branco torre · b1 branco cavalo · c1 branco bispo · d1 branco rainha · e1 branco rei · f1 branco bispo · h1 branco torre | a8 preto torre · b8 preto cavalo · c8 preto bispo · d8 preto rainha · e8 preto rei · f8 preto bispo · g8 preto cavalo · h8 preto torre · a7 preto peão · b7 preto peão · c7 preto peão · d7 preto peão · f7 preto peão · g7 preto peão · h7 preto peão · e5 preto peão · e4 branco peão · a2 branco peão · b2 branco peão · c2 branco peão · d2 branco peão · e2 branco cavalo · f2 branco peão · g2 branco peão · h2 branco peão · a1 branco torre · b1 branco cavalo · c1 branco bispo · d1 branco rainha · e1 branco rei · f1 branco bispo · h1 branco torre | a8 preto torre · b8 preto cavalo · c8 preto bispo · d8 preto rainha · e8 preto rei · f8 preto bispo · g8 preto cavalo · h8 preto torre · a7 preto peão · b7 preto peão · c7 preto peão · d7 preto peão · f7 preto peão · g7 preto peão · h7 preto peão · e5 preto peão · e4 branco peão · a2 branco peão · b2 branco peão · c2 branco peão · d2 branco peão · e2 branco cavalo · f2 branco peão · g2 branco peão · h2 branco peão · a1 branco torre · b1 branco cavalo · c1 branco bispo · d1 branco rainha · e1 branco rei · f1 branco bispo · h1 branco torre | a8 preto torre · b8 preto cavalo · c8 preto bispo · d8 preto rainha · e8 preto rei · f8 preto bispo · g8 preto cavalo · h8 preto torre · a7 preto peão · b7 preto peão · c7 preto peão · d7 preto peão · f7 preto peão · g7 preto peão · h7 preto peão · e5 preto peão · e4 branco peão · a2 branco peão · b2 branco peão · c2 branco peão · d2 branco peão · e2 branco cavalo · f2 branco peão · g2 branco peão · h2 branco peão · a1 branco torre · b1 branco cavalo · c1 branco bispo · d1 branco rainha · e1 branco rei · f1 branco bispo · h1 branco torre | a8 preto torre · b8 preto cavalo · c8 preto bispo · d8 preto rainha · e8 preto rei · f8 preto bispo · g8 preto cavalo · h8 preto torre · a7 preto peão · b7 preto peão · c7 preto peão · d7 preto peão · f7 preto peão · g7 preto peão · h7 preto peão · e5 preto peão · e4 branco peão · a2 branco peão · b2 branco peão · c2 branco peão · d2 branco peão · e2 branco cavalo · f2 branco peão · g2 branco peão · h2 branco peão · a1 branco torre · b1 branco cavalo · c1 branco bispo · d1 branco rainha · e1 branco rei · f1 branco bispo · h1 branco torre | a8 preto torre · b8 preto cavalo · c8 preto bispo · d8 preto rainha · e8 preto rei · f8 preto bispo · g8 preto cavalo · h8 preto torre · a7 preto peão · b7 preto peão · c7 preto peão · d7 preto peão · f7 preto peão · g7 preto peão · h7 preto peão · e5 preto peão · e4 branco peão · a2 branco peão · b2 branco peão · c2 branco peão · d2 branco peão · e2 branco cavalo · f2 branco peão · g2 branco peão · h2 branco peão · a1 branco torre · b1 branco cavalo · c1 branco bispo · d1 branco rainha · e1 branco rei · f1 branco bispo · h1 branco torre | a8 preto torre · b8 preto cavalo · c8 preto bispo · d8 preto rainha · e8 preto rei · f8 preto bispo · g8 preto cavalo · h8 preto torre · a7 preto peão · b7 preto peão · c7 preto peão · d7 preto peão · f7 preto peão · g7 preto peão · h7 preto peão · e5 preto peão · e4 branco peão · a2 branco peão · b2 branco peão · c2 branco peão · d2 branco peão · e2 branco cavalo · f2 branco peão · g2 branco peão · h2 branco peão · a1 branco torre · b1 branco cavalo · c1 branco bispo · d1 branco rainha · e1 branco rei · f1 branco bispo · h1 branco torre | 1 |
|   | a | b | c | d | e | f | g | h |   |

A Abertura de Alapin (ECO C20) é uma abertura de xadrez pouco jogada que começa com os seguintes movimentos:
1.e4 e5
2.Ce2
O seu nome deriva do enxadrista lituano Semion Alapin (1856–1923).
Ainda que esta abertura seja utilizada raramente, Ljubojević usou-a em Groningen no ano de 1970.
A Abertura de Alapin é anormal, mas perfeitamente apropriada para ser jogada pelas brancas. Pode ser um recurso para os jogadores que desejam evitar aberturas como a Ruy Lopez. Com a vantagem do primeiro movimento, o branco tem um poder maior de fazer movimentos que não são os mais fortes sem criar desvantagem. Embora o bispo fique bloqueado em f1, o peão da coluna f não está bloqueado e a intenção da brancas é jogar f2-f4, uma espécie de gambito de rei, mas sem o sacrifício do peão. Mais tarde, o branco pode levar o cavalo de e2 para f4, com Cxf4 (se exf4) ou Cf4, pressionando a casa central d5 e liberando o bispo de casas claras. Caso o branco queira fazer o fianchetto, ele não controlará a grande diagonal pois há o peão em e4, exceto no caso dele jogar f2-f4, em conjunto com g2-g3 e Bf1-g2, como na variante dos Quatro Cavalos do Sistema Mieses-Alapin: 1.e4 e5 2.Ce2 Cf6 3.Cbc3 Cc6 4.g3 (ao invés do tradicional 4.f4) Bc5 (existem várias outras alternativas, porém esta é a mais jogada) 5.Bg2 d6 6.d3 0-0 7.0-0 Te8 8.Bg5 h6 9.Bxf6 Dxf6 10.Cd5 Dd8 e aqui, ao invés de 11.Cec3! ou 11.c3, é possível 11.Rh1!?-embora 12.Rh1 após Cec3 é melhor- com a ideia de 12.f4. Uma continuação típica: 11…Ce7 (para expulsar o cavalo branco com 12…c6) 12.f4 exf4 (interessante é 12…c6!?) 13.Cexf4 com pequena vantagem de espaço e ataque para o branco.
|   | a | b | c | d | e | f | g | h |   |
| 8 | a8 preto torre · c8 preto bispo · d8 preto rainha · e8 preto torre · g8 preto rei · a7 preto peão · b7 preto peão · c7 preto peão · f7 preto peão · g7 preto peão · c6 preto cavalo · d6 preto peão · h6 preto peão · c5 preto bispo · d5 branco cavalo · e5 preto peão · e4 branco peão · d3 branco peão · g3 branco peão · a2 branco peão · b2 branco peão · c2 branco peão · e2 branco cavalo · f2 branco peão · g2 branco bispo · h2 branco peão · a1 branco torre · d1 branco rainha · f1 branco torre · g1 branco rei | a8 preto torre · c8 preto bispo · d8 preto rainha · e8 preto torre · g8 preto rei · a7 preto peão · b7 preto peão · c7 preto peão · f7 preto peão · g7 preto peão · c6 preto cavalo · d6 preto peão · h6 preto peão · c5 preto bispo · d5 branco cavalo · e5 preto peão · e4 branco peão · d3 branco peão · g3 branco peão · a2 branco peão · b2 branco peão · c2 branco peão · e2 branco cavalo · f2 branco peão · g2 branco bispo · h2 branco peão · a1 branco torre · d1 branco rainha · f1 branco torre · g1 branco rei | a8 preto torre · c8 preto bispo · d8 preto rainha · e8 preto torre · g8 preto rei · a7 preto peão · b7 preto peão · c7 preto peão · f7 preto peão · g7 preto peão · c6 preto cavalo · d6 preto peão · h6 preto peão · c5 preto bispo · d5 branco cavalo · e5 preto peão · e4 branco peão · d3 branco peão · g3 branco peão · a2 branco peão · b2 branco peão · c2 branco peão · e2 branco cavalo · f2 branco peão · g2 branco bispo · h2 branco peão · a1 branco torre · d1 branco rainha · f1 branco torre · g1 branco rei | a8 preto torre · c8 preto bispo · d8 preto rainha · e8 preto torre · g8 preto rei · a7 preto peão · b7 preto peão · c7 preto peão · f7 preto peão · g7 preto peão · c6 preto cavalo · d6 preto peão · h6 preto peão · c5 preto bispo · d5 branco cavalo · e5 preto peão · e4 branco peão · d3 branco peão · g3 branco peão · a2 branco peão · b2 branco peão · c2 branco peão · e2 branco cavalo · f2 branco peão · g2 branco bispo · h2 branco peão · a1 branco torre · d1 branco rainha · f1 branco torre · g1 branco rei | a8 preto torre · c8 preto bispo · d8 preto rainha · e8 preto torre · g8 preto rei · a7 preto peão · b7 preto peão · c7 preto peão · f7 preto peão · g7 preto peão · c6 preto cavalo · d6 preto peão · h6 preto peão · c5 preto bispo · d5 branco cavalo · e5 preto peão · e4 branco peão · d3 branco peão · g3 branco peão · a2 branco peão · b2 branco peão · c2 branco peão · e2 branco cavalo · f2 branco peão · g2 branco bispo · h2 branco peão · a1 branco torre · d1 branco rainha · f1 branco torre · g1 branco rei | a8 preto torre · c8 preto bispo · d8 preto rainha · e8 preto torre · g8 preto rei · a7 preto peão · b7 preto peão · c7 preto peão · f7 preto peão · g7 preto peão · c6 preto cavalo · d6 preto peão · h6 preto peão · c5 preto bispo · d5 branco cavalo · e5 preto peão · e4 branco peão · d3 branco peão · g3 branco peão · a2 branco peão · b2 branco peão · c2 branco peão · e2 branco cavalo · f2 branco peão · g2 branco bispo · h2 branco peão · a1 branco torre · d1 branco rainha · f1 branco torre · g1 branco rei | a8 preto torre · c8 preto bispo · d8 preto rainha · e8 preto torre · g8 preto rei · a7 preto peão · b7 preto peão · c7 preto peão · f7 preto peão · g7 preto peão · c6 preto cavalo · d6 preto peão · h6 preto peão · c5 preto bispo · d5 branco cavalo · e5 preto peão · e4 branco peão · d3 branco peão · g3 branco peão · a2 branco peão · b2 branco peão · c2 branco peão · e2 branco cavalo · f2 branco peão · g2 branco bispo · h2 branco peão · a1 branco torre · d1 branco rainha · f1 branco torre · g1 branco rei | a8 preto torre · c8 preto bispo · d8 preto rainha · e8 preto torre · g8 preto rei · a7 preto peão · b7 preto peão · c7 preto peão · f7 preto peão · g7 preto peão · c6 preto cavalo · d6 preto peão · h6 preto peão · c5 preto bispo · d5 branco cavalo · e5 preto peão · e4 branco peão · d3 branco peão · g3 branco peão · a2 branco peão · b2 branco peão · c2 branco peão · e2 branco cavalo · f2 branco peão · g2 branco bispo · h2 branco peão · a1 branco torre · d1 branco rainha · f1 branco torre · g1 branco rei | 8 |
| 7 | a8 preto torre · c8 preto bispo · d8 preto rainha · e8 preto torre · g8 preto rei · a7 preto peão · b7 preto peão · c7 preto peão · f7 preto peão · g7 preto peão · c6 preto cavalo · d6 preto peão · h6 preto peão · c5 preto bispo · d5 branco cavalo · e5 preto peão · e4 branco peão · d3 branco peão · g3 branco peão · a2 branco peão · b2 branco peão · c2 branco peão · e2 branco cavalo · f2 branco peão · g2 branco bispo · h2 branco peão · a1 branco torre · d1 branco rainha · f1 branco torre · g1 branco rei | a8 preto torre · c8 preto bispo · d8 preto rainha · e8 preto torre · g8 preto rei · a7 preto peão · b7 preto peão · c7 preto peão · f7 preto peão · g7 preto peão · c6 preto cavalo · d6 preto peão · h6 preto peão · c5 preto bispo · d5 branco cavalo · e5 preto peão · e4 branco peão · d3 branco peão · g3 branco peão · a2 branco peão · b2 branco peão · c2 branco peão · e2 branco cavalo · f2 branco peão · g2 branco bispo · h2 branco peão · a1 branco torre · d1 branco rainha · f1 branco torre · g1 branco rei | a8 preto torre · c8 preto bispo · d8 preto rainha · e8 preto torre · g8 preto rei · a7 preto peão · b7 preto peão · c7 preto peão · f7 preto peão · g7 preto peão · c6 preto cavalo · d6 preto peão · h6 preto peão · c5 preto bispo · d5 branco cavalo · e5 preto peão · e4 branco peão · d3 branco peão · g3 branco peão · a2 branco peão · b2 branco peão · c2 branco peão · e2 branco cavalo · f2 branco peão · g2 branco bispo · h2 branco peão · a1 branco torre · d1 branco rainha · f1 branco torre · g1 branco rei | a8 preto torre · c8 preto bispo · d8 preto rainha · e8 preto torre · g8 preto rei · a7 preto peão · b7 preto peão · c7 preto peão · f7 preto peão · g7 preto peão · c6 preto cavalo · d6 preto peão · h6 preto peão · c5 preto bispo · d5 branco cavalo · e5 preto peão · e4 branco peão · d3 branco peão · g3 branco peão · a2 branco peão · b2 branco peão · c2 branco peão · e2 branco cavalo · f2 branco peão · g2 branco bispo · h2 branco peão · a1 branco torre · d1 branco rainha · f1 branco torre · g1 branco rei | a8 preto torre · c8 preto bispo · d8 preto rainha · e8 preto torre · g8 preto rei · a7 preto peão · b7 preto peão · c7 preto peão · f7 preto peão · g7 preto peão · c6 preto cavalo · d6 preto peão · h6 preto peão · c5 preto bispo · d5 branco cavalo · e5 preto peão · e4 branco peão · d3 branco peão · g3 branco peão · a2 branco peão · b2 branco peão · c2 branco peão · e2 branco cavalo · f2 branco peão · g2 branco bispo · h2 branco peão · a1 branco torre · d1 branco rainha · f1 branco torre · g1 branco rei | a8 preto torre · c8 preto bispo · d8 preto rainha · e8 preto torre · g8 preto rei · a7 preto peão · b7 preto peão · c7 preto peão · f7 preto peão · g7 preto peão · c6 preto cavalo · d6 preto peão · h6 preto peão · c5 preto bispo · d5 branco cavalo · e5 preto peão · e4 branco peão · d3 branco peão · g3 branco peão · a2 branco peão · b2 branco peão · c2 branco peão · e2 branco cavalo · f2 branco peão · g2 branco bispo · h2 branco peão · a1 branco torre · d1 branco rainha · f1 branco torre · g1 branco rei | a8 preto torre · c8 preto bispo · d8 preto rainha · e8 preto torre · g8 preto rei · a7 preto peão · b7 preto peão · c7 preto peão · f7 preto peão · g7 preto peão · c6 preto cavalo · d6 preto peão · h6 preto peão · c5 preto bispo · d5 branco cavalo · e5 preto peão · e4 branco peão · d3 branco peão · g3 branco peão · a2 branco peão · b2 branco peão · c2 branco peão · e2 branco cavalo · f2 branco peão · g2 branco bispo · h2 branco peão · a1 branco torre · d1 branco rainha · f1 branco torre · g1 branco rei | a8 preto torre · c8 preto bispo · d8 preto rainha · e8 preto torre · g8 preto rei · a7 preto peão · b7 preto peão · c7 preto peão · f7 preto peão · g7 preto peão · c6 preto cavalo · d6 preto peão · h6 preto peão · c5 preto bispo · d5 branco cavalo · e5 preto peão · e4 branco peão · d3 branco peão · g3 branco peão · a2 branco peão · b2 branco peão · c2 branco peão · e2 branco cavalo · f2 branco peão · g2 branco bispo · h2 branco peão · a1 branco torre · d1 branco rainha · f1 branco torre · g1 branco rei | 7 |
| 6 | a8 preto torre · c8 preto bispo · d8 preto rainha · e8 preto torre · g8 preto rei · a7 preto peão · b7 preto peão · c7 preto peão · f7 preto peão · g7 preto peão · c6 preto cavalo · d6 preto peão · h6 preto peão · c5 preto bispo · d5 branco cavalo · e5 preto peão · e4 branco peão · d3 branco peão · g3 branco peão · a2 branco peão · b2 branco peão · c2 branco peão · e2 branco cavalo · f2 branco peão · g2 branco bispo · h2 branco peão · a1 branco torre · d1 branco rainha · f1 branco torre · g1 branco rei | a8 preto torre · c8 preto bispo · d8 preto rainha · e8 preto torre · g8 preto rei · a7 preto peão · b7 preto peão · c7 preto peão · f7 preto peão · g7 preto peão · c6 preto cavalo · d6 preto peão · h6 preto peão · c5 preto bispo · d5 branco cavalo · e5 preto peão · e4 branco peão · d3 branco peão · g3 branco peão · a2 branco peão · b2 branco peão · c2 branco peão · e2 branco cavalo · f2 branco peão · g2 branco bispo · h2 branco peão · a1 branco torre · d1 branco rainha · f1 branco torre · g1 branco rei | a8 preto torre · c8 preto bispo · d8 preto rainha · e8 preto torre · g8 preto rei · a7 preto peão · b7 preto peão · c7 preto peão · f7 preto peão · g7 preto peão · c6 preto cavalo · d6 preto peão · h6 preto peão · c5 preto bispo · d5 branco cavalo · e5 preto peão · e4 branco peão · d3 branco peão · g3 branco peão · a2 branco peão · b2 branco peão · c2 branco peão · e2 branco cavalo · f2 branco peão · g2 branco bispo · h2 branco peão · a1 branco torre · d1 branco rainha · f1 branco torre · g1 branco rei | a8 preto torre · c8 preto bispo · d8 preto rainha · e8 preto torre · g8 preto rei · a7 preto peão · b7 preto peão · c7 preto peão · f7 preto peão · g7 preto peão · c6 preto cavalo · d6 preto peão · h6 preto peão · c5 preto bispo · d5 branco cavalo · e5 preto peão · e4 branco peão · d3 branco peão · g3 branco peão · a2 branco peão · b2 branco peão · c2 branco peão · e2 branco cavalo · f2 branco peão · g2 branco bispo · h2 branco peão · a1 branco torre · d1 branco rainha · f1 branco torre · g1 branco rei | a8 preto torre · c8 preto bispo · d8 preto rainha · e8 preto torre · g8 preto rei · a7 preto peão · b7 preto peão · c7 preto peão · f7 preto peão · g7 preto peão · c6 preto cavalo · d6 preto peão · h6 preto peão · c5 preto bispo · d5 branco cavalo · e5 preto peão · e4 branco peão · d3 branco peão · g3 branco peão · a2 branco peão · b2 branco peão · c2 branco peão · e2 branco cavalo · f2 branco peão · g2 branco bispo · h2 branco peão · a1 branco torre · d1 branco rainha · f1 branco torre · g1 branco rei | a8 preto torre · c8 preto bispo · d8 preto rainha · e8 preto torre · g8 preto rei · a7 preto peão · b7 preto peão · c7 preto peão · f7 preto peão · g7 preto peão · c6 preto cavalo · d6 preto peão · h6 preto peão · c5 preto bispo · d5 branco cavalo · e5 preto peão · e4 branco peão · d3 branco peão · g3 branco peão · a2 branco peão · b2 branco peão · c2 branco peão · e2 branco cavalo · f2 branco peão · g2 branco bispo · h2 branco peão · a1 branco torre · d1 branco rainha · f1 branco torre · g1 branco rei | a8 preto torre · c8 preto bispo · d8 preto rainha · e8 preto torre · g8 preto rei · a7 preto peão · b7 preto peão · c7 preto peão · f7 preto peão · g7 preto peão · c6 preto cavalo · d6 preto peão · h6 preto peão · c5 preto bispo · d5 branco cavalo · e5 preto peão · e4 branco peão · d3 branco peão · g3 branco peão · a2 branco peão · b2 branco peão · c2 branco peão · e2 branco cavalo · f2 branco peão · g2 branco bispo · h2 branco peão · a1 branco torre · d1 branco rainha · f1 branco torre · g1 branco rei | a8 preto torre · c8 preto bispo · d8 preto rainha · e8 preto torre · g8 preto rei · a7 preto peão · b7 preto peão · c7 preto peão · f7 preto peão · g7 preto peão · c6 preto cavalo · d6 preto peão · h6 preto peão · c5 preto bispo · d5 branco cavalo · e5 preto peão · e4 branco peão · d3 branco peão · g3 branco peão · a2 branco peão · b2 branco peão · c2 branco peão · e2 branco cavalo · f2 branco peão · g2 branco bispo · h2 branco peão · a1 branco torre · d1 branco rainha · f1 branco torre · g1 branco rei | 6 |
| 5 | a8 preto torre · c8 preto bispo · d8 preto rainha · e8 preto torre · g8 preto rei · a7 preto peão · b7 preto peão · c7 preto peão · f7 preto peão · g7 preto peão · c6 preto cavalo · d6 preto peão · h6 preto peão · c5 preto bispo · d5 branco cavalo · e5 preto peão · e4 branco peão · d3 branco peão · g3 branco peão · a2 branco peão · b2 branco peão · c2 branco peão · e2 branco cavalo · f2 branco peão · g2 branco bispo · h2 branco peão · a1 branco torre · d1 branco rainha · f1 branco torre · g1 branco rei | a8 preto torre · c8 preto bispo · d8 preto rainha · e8 preto torre · g8 preto rei · a7 preto peão · b7 preto peão · c7 preto peão · f7 preto peão · g7 preto peão · c6 preto cavalo · d6 preto peão · h6 preto peão · c5 preto bispo · d5 branco cavalo · e5 preto peão · e4 branco peão · d3 branco peão · g3 branco peão · a2 branco peão · b2 branco peão · c2 branco peão · e2 branco cavalo · f2 branco peão · g2 branco bispo · h2 branco peão · a1 branco torre · d1 branco rainha · f1 branco torre · g1 branco rei | a8 preto torre · c8 preto bispo · d8 preto rainha · e8 preto torre · g8 preto rei · a7 preto peão · b7 preto peão · c7 preto peão · f7 preto peão · g7 preto peão · c6 preto cavalo · d6 preto peão · h6 preto peão · c5 preto bispo · d5 branco cavalo · e5 preto peão · e4 branco peão · d3 branco peão · g3 branco peão · a2 branco peão · b2 branco peão · c2 branco peão · e2 branco cavalo · f2 branco peão · g2 branco bispo · h2 branco peão · a1 branco torre · d1 branco rainha · f1 branco torre · g1 branco rei | a8 preto torre · c8 preto bispo · d8 preto rainha · e8 preto torre · g8 preto rei · a7 preto peão · b7 preto peão · c7 preto peão · f7 preto peão · g7 preto peão · c6 preto cavalo · d6 preto peão · h6 preto peão · c5 preto bispo · d5 branco cavalo · e5 preto peão · e4 branco peão · d3 branco peão · g3 branco peão · a2 branco peão · b2 branco peão · c2 branco peão · e2 branco cavalo · f2 branco peão · g2 branco bispo · h2 branco peão · a1 branco torre · d1 branco rainha · f1 branco torre · g1 branco rei | a8 preto torre · c8 preto bispo · d8 preto rainha · e8 preto torre · g8 preto rei · a7 preto peão · b7 preto peão · c7 preto peão · f7 preto peão · g7 preto peão · c6 preto cavalo · d6 preto peão · h6 preto peão · c5 preto bispo · d5 branco cavalo · e5 preto peão · e4 branco peão · d3 branco peão · g3 branco peão · a2 branco peão · b2 branco peão · c2 branco peão · e2 branco cavalo · f2 branco peão · g2 branco bispo · h2 branco peão · a1 branco torre · d1 branco rainha · f1 branco torre · g1 branco rei | a8 preto torre · c8 preto bispo · d8 preto rainha · e8 preto torre · g8 preto rei · a7 preto peão · b7 preto peão · c7 preto peão · f7 preto peão · g7 preto peão · c6 preto cavalo · d6 preto peão · h6 preto peão · c5 preto bispo · d5 branco cavalo · e5 preto peão · e4 branco peão · d3 branco peão · g3 branco peão · a2 branco peão · b2 branco peão · c2 branco peão · e2 branco cavalo · f2 branco peão · g2 branco bispo · h2 branco peão · a1 branco torre · d1 branco rainha · f1 branco torre · g1 branco rei | a8 preto torre · c8 preto bispo · d8 preto rainha · e8 preto torre · g8 preto rei · a7 preto peão · b7 preto peão · c7 preto peão · f7 preto peão · g7 preto peão · c6 preto cavalo · d6 preto peão · h6 preto peão · c5 preto bispo · d5 branco cavalo · e5 preto peão · e4 branco peão · d3 branco peão · g3 branco peão · a2 branco peão · b2 branco peão · c2 branco peão · e2 branco cavalo · f2 branco peão · g2 branco bispo · h2 branco peão · a1 branco torre · d1 branco rainha · f1 branco torre · g1 branco rei | a8 preto torre · c8 preto bispo · d8 preto rainha · e8 preto torre · g8 preto rei · a7 preto peão · b7 preto peão · c7 preto peão · f7 preto peão · g7 preto peão · c6 preto cavalo · d6 preto peão · h6 preto peão · c5 preto bispo · d5 branco cavalo · e5 preto peão · e4 branco peão · d3 branco peão · g3 branco peão · a2 branco peão · b2 branco peão · c2 branco peão · e2 branco cavalo · f2 branco peão · g2 branco bispo · h2 branco peão · a1 branco torre · d1 branco rainha · f1 branco torre · g1 branco rei | 5 |
| 4 | a8 preto torre · c8 preto bispo · d8 preto rainha · e8 preto torre · g8 preto rei · a7 preto peão · b7 preto peão · c7 preto peão · f7 preto peão · g7 preto peão · c6 preto cavalo · d6 preto peão · h6 preto peão · c5 preto bispo · d5 branco cavalo · e5 preto peão · e4 branco peão · d3 branco peão · g3 branco peão · a2 branco peão · b2 branco peão · c2 branco peão · e2 branco cavalo · f2 branco peão · g2 branco bispo · h2 branco peão · a1 branco torre · d1 branco rainha · f1 branco torre · g1 branco rei | a8 preto torre · c8 preto bispo · d8 preto rainha · e8 preto torre · g8 preto rei · a7 preto peão · b7 preto peão · c7 preto peão · f7 preto peão · g7 preto peão · c6 preto cavalo · d6 preto peão · h6 preto peão · c5 preto bispo · d5 branco cavalo · e5 preto peão · e4 branco peão · d3 branco peão · g3 branco peão · a2 branco peão · b2 branco peão · c2 branco peão · e2 branco cavalo · f2 branco peão · g2 branco bispo · h2 branco peão · a1 branco torre · d1 branco rainha · f1 branco torre · g1 branco rei | a8 preto torre · c8 preto bispo · d8 preto rainha · e8 preto torre · g8 preto rei · a7 preto peão · b7 preto peão · c7 preto peão · f7 preto peão · g7 preto peão · c6 preto cavalo · d6 preto peão · h6 preto peão · c5 preto bispo · d5 branco cavalo · e5 preto peão · e4 branco peão · d3 branco peão · g3 branco peão · a2 branco peão · b2 branco peão · c2 branco peão · e2 branco cavalo · f2 branco peão · g2 branco bispo · h2 branco peão · a1 branco torre · d1 branco rainha · f1 branco torre · g1 branco rei | a8 preto torre · c8 preto bispo · d8 preto rainha · e8 preto torre · g8 preto rei · a7 preto peão · b7 preto peão · c7 preto peão · f7 preto peão · g7 preto peão · c6 preto cavalo · d6 preto peão · h6 preto peão · c5 preto bispo · d5 branco cavalo · e5 preto peão · e4 branco peão · d3 branco peão · g3 branco peão · a2 branco peão · b2 branco peão · c2 branco peão · e2 branco cavalo · f2 branco peão · g2 branco bispo · h2 branco peão · a1 branco torre · d1 branco rainha · f1 branco torre · g1 branco rei | a8 preto torre · c8 preto bispo · d8 preto rainha · e8 preto torre · g8 preto rei · a7 preto peão · b7 preto peão · c7 preto peão · f7 preto peão · g7 preto peão · c6 preto cavalo · d6 preto peão · h6 preto peão · c5 preto bispo · d5 branco cavalo · e5 preto peão · e4 branco peão · d3 branco peão · g3 branco peão · a2 branco peão · b2 branco peão · c2 branco peão · e2 branco cavalo · f2 branco peão · g2 branco bispo · h2 branco peão · a1 branco torre · d1 branco rainha · f1 branco torre · g1 branco rei | a8 preto torre · c8 preto bispo · d8 preto rainha · e8 preto torre · g8 preto rei · a7 preto peão · b7 preto peão · c7 preto peão · f7 preto peão · g7 preto peão · c6 preto cavalo · d6 preto peão · h6 preto peão · c5 preto bispo · d5 branco cavalo · e5 preto peão · e4 branco peão · d3 branco peão · g3 branco peão · a2 branco peão · b2 branco peão · c2 branco peão · e2 branco cavalo · f2 branco peão · g2 branco bispo · h2 branco peão · a1 branco torre · d1 branco rainha · f1 branco torre · g1 branco rei | a8 preto torre · c8 preto bispo · d8 preto rainha · e8 preto torre · g8 preto rei · a7 preto peão · b7 preto peão · c7 preto peão · f7 preto peão · g7 preto peão · c6 preto cavalo · d6 preto peão · h6 preto peão · c5 preto bispo · d5 branco cavalo · e5 preto peão · e4 branco peão · d3 branco peão · g3 branco peão · a2 branco peão · b2 branco peão · c2 branco peão · e2 branco cavalo · f2 branco peão · g2 branco bispo · h2 branco peão · a1 branco torre · d1 branco rainha · f1 branco torre · g1 branco rei | a8 preto torre · c8 preto bispo · d8 preto rainha · e8 preto torre · g8 preto rei · a7 preto peão · b7 preto peão · c7 preto peão · f7 preto peão · g7 preto peão · c6 preto cavalo · d6 preto peão · h6 preto peão · c5 preto bispo · d5 branco cavalo · e5 preto peão · e4 branco peão · d3 branco peão · g3 branco peão · a2 branco peão · b2 branco peão · c2 branco peão · e2 branco cavalo · f2 branco peão · g2 branco bispo · h2 branco peão · a1 branco torre · d1 branco rainha · f1 branco torre · g1 branco rei | 4 |
| 3 | a8 preto torre · c8 preto bispo · d8 preto rainha · e8 preto torre · g8 preto rei · a7 preto peão · b7 preto peão · c7 preto peão · f7 preto peão · g7 preto peão · c6 preto cavalo · d6 preto peão · h6 preto peão · c5 preto bispo · d5 branco cavalo · e5 preto peão · e4 branco peão · d3 branco peão · g3 branco peão · a2 branco peão · b2 branco peão · c2 branco peão · e2 branco cavalo · f2 branco peão · g2 branco bispo · h2 branco peão · a1 branco torre · d1 branco rainha · f1 branco torre · g1 branco rei | a8 preto torre · c8 preto bispo · d8 preto rainha · e8 preto torre · g8 preto rei · a7 preto peão · b7 preto peão · c7 preto peão · f7 preto peão · g7 preto peão · c6 preto cavalo · d6 preto peão · h6 preto peão · c5 preto bispo · d5 branco cavalo · e5 preto peão · e4 branco peão · d3 branco peão · g3 branco peão · a2 branco peão · b2 branco peão · c2 branco peão · e2 branco cavalo · f2 branco peão · g2 branco bispo · h2 branco peão · a1 branco torre · d1 branco rainha · f1 branco torre · g1 branco rei | a8 preto torre · c8 preto bispo · d8 preto rainha · e8 preto torre · g8 preto rei · a7 preto peão · b7 preto peão · c7 preto peão · f7 preto peão · g7 preto peão · c6 preto cavalo · d6 preto peão · h6 preto peão · c5 preto bispo · d5 branco cavalo · e5 preto peão · e4 branco peão · d3 branco peão · g3 branco peão · a2 branco peão · b2 branco peão · c2 branco peão · e2 branco cavalo · f2 branco peão · g2 branco bispo · h2 branco peão · a1 branco torre · d1 branco rainha · f1 branco torre · g1 branco rei | a8 preto torre · c8 preto bispo · d8 preto rainha · e8 preto torre · g8 preto rei · a7 preto peão · b7 preto peão · c7 preto peão · f7 preto peão · g7 preto peão · c6 preto cavalo · d6 preto peão · h6 preto peão · c5 preto bispo · d5 branco cavalo · e5 preto peão · e4 branco peão · d3 branco peão · g3 branco peão · a2 branco peão · b2 branco peão · c2 branco peão · e2 branco cavalo · f2 branco peão · g2 branco bispo · h2 branco peão · a1 branco torre · d1 branco rainha · f1 branco torre · g1 branco rei | a8 preto torre · c8 preto bispo · d8 preto rainha · e8 preto torre · g8 preto rei · a7 preto peão · b7 preto peão · c7 preto peão · f7 preto peão · g7 preto peão · c6 preto cavalo · d6 preto peão · h6 preto peão · c5 preto bispo · d5 branco cavalo · e5 preto peão · e4 branco peão · d3 branco peão · g3 branco peão · a2 branco peão · b2 branco peão · c2 branco peão · e2 branco cavalo · f2 branco peão · g2 branco bispo · h2 branco peão · a1 branco torre · d1 branco rainha · f1 branco torre · g1 branco rei | a8 preto torre · c8 preto bispo · d8 preto rainha · e8 preto torre · g8 preto rei · a7 preto peão · b7 preto peão · c7 preto peão · f7 preto peão · g7 preto peão · c6 preto cavalo · d6 preto peão · h6 preto peão · c5 preto bispo · d5 branco cavalo · e5 preto peão · e4 branco peão · d3 branco peão · g3 branco peão · a2 branco peão · b2 branco peão · c2 branco peão · e2 branco cavalo · f2 branco peão · g2 branco bispo · h2 branco peão · a1 branco torre · d1 branco rainha · f1 branco torre · g1 branco rei | a8 preto torre · c8 preto bispo · d8 preto rainha · e8 preto torre · g8 preto rei · a7 preto peão · b7 preto peão · c7 preto peão · f7 preto peão · g7 preto peão · c6 preto cavalo · d6 preto peão · h6 preto peão · c5 preto bispo · d5 branco cavalo · e5 preto peão · e4 branco peão · d3 branco peão · g3 branco peão · a2 branco peão · b2 branco peão · c2 branco peão · e2 branco cavalo · f2 branco peão · g2 branco bispo · h2 branco peão · a1 branco torre · d1 branco rainha · f1 branco torre · g1 branco rei | a8 preto torre · c8 preto bispo · d8 preto rainha · e8 preto torre · g8 preto rei · a7 preto peão · b7 preto peão · c7 preto peão · f7 preto peão · g7 preto peão · c6 preto cavalo · d6 preto peão · h6 preto peão · c5 preto bispo · d5 branco cavalo · e5 preto peão · e4 branco peão · d3 branco peão · g3 branco peão · a2 branco peão · b2 branco peão · c2 branco peão · e2 branco cavalo · f2 branco peão · g2 branco bispo · h2 branco peão · a1 branco torre · d1 branco rainha · f1 branco torre · g1 branco rei | 3 |
| 2 | a8 preto torre · c8 preto bispo · d8 preto rainha · e8 preto torre · g8 preto rei · a7 preto peão · b7 preto peão · c7 preto peão · f7 preto peão · g7 preto peão · c6 preto cavalo · d6 preto peão · h6 preto peão · c5 preto bispo · d5 branco cavalo · e5 preto peão · e4 branco peão · d3 branco peão · g3 branco peão · a2 branco peão · b2 branco peão · c2 branco peão · e2 branco cavalo · f2 branco peão · g2 branco bispo · h2 branco peão · a1 branco torre · d1 branco rainha · f1 branco torre · g1 branco rei | a8 preto torre · c8 preto bispo · d8 preto rainha · e8 preto torre · g8 preto rei · a7 preto peão · b7 preto peão · c7 preto peão · f7 preto peão · g7 preto peão · c6 preto cavalo · d6 preto peão · h6 preto peão · c5 preto bispo · d5 branco cavalo · e5 preto peão · e4 branco peão · d3 branco peão · g3 branco peão · a2 branco peão · b2 branco peão · c2 branco peão · e2 branco cavalo · f2 branco peão · g2 branco bispo · h2 branco peão · a1 branco torre · d1 branco rainha · f1 branco torre · g1 branco rei | a8 preto torre · c8 preto bispo · d8 preto rainha · e8 preto torre · g8 preto rei · a7 preto peão · b7 preto peão · c7 preto peão · f7 preto peão · g7 preto peão · c6 preto cavalo · d6 preto peão · h6 preto peão · c5 preto bispo · d5 branco cavalo · e5 preto peão · e4 branco peão · d3 branco peão · g3 branco peão · a2 branco peão · b2 branco peão · c2 branco peão · e2 branco cavalo · f2 branco peão · g2 branco bispo · h2 branco peão · a1 branco torre · d1 branco rainha · f1 branco torre · g1 branco rei | a8 preto torre · c8 preto bispo · d8 preto rainha · e8 preto torre · g8 preto rei · a7 preto peão · b7 preto peão · c7 preto peão · f7 preto peão · g7 preto peão · c6 preto cavalo · d6 preto peão · h6 preto peão · c5 preto bispo · d5 branco cavalo · e5 preto peão · e4 branco peão · d3 branco peão · g3 branco peão · a2 branco peão · b2 branco peão · c2 branco peão · e2 branco cavalo · f2 branco peão · g2 branco bispo · h2 branco peão · a1 branco torre · d1 branco rainha · f1 branco torre · g1 branco rei | a8 preto torre · c8 preto bispo · d8 preto rainha · e8 preto torre · g8 preto rei · a7 preto peão · b7 preto peão · c7 preto peão · f7 preto peão · g7 preto peão · c6 preto cavalo · d6 preto peão · h6 preto peão · c5 preto bispo · d5 branco cavalo · e5 preto peão · e4 branco peão · d3 branco peão · g3 branco peão · a2 branco peão · b2 branco peão · c2 branco peão · e2 branco cavalo · f2 branco peão · g2 branco bispo · h2 branco peão · a1 branco torre · d1 branco rainha · f1 branco torre · g1 branco rei | a8 preto torre · c8 preto bispo · d8 preto rainha · e8 preto torre · g8 preto rei · a7 preto peão · b7 preto peão · c7 preto peão · f7 preto peão · g7 preto peão · c6 preto cavalo · d6 preto peão · h6 preto peão · c5 preto bispo · d5 branco cavalo · e5 preto peão · e4 branco peão · d3 branco peão · g3 branco peão · a2 branco peão · b2 branco peão · c2 branco peão · e2 branco cavalo · f2 branco peão · g2 branco bispo · h2 branco peão · a1 branco torre · d1 branco rainha · f1 branco torre · g1 branco rei | a8 preto torre · c8 preto bispo · d8 preto rainha · e8 preto torre · g8 preto rei · a7 preto peão · b7 preto peão · c7 preto peão · f7 preto peão · g7 preto peão · c6 preto cavalo · d6 preto peão · h6 preto peão · c5 preto bispo · d5 branco cavalo · e5 preto peão · e4 branco peão · d3 branco peão · g3 branco peão · a2 branco peão · b2 branco peão · c2 branco peão · e2 branco cavalo · f2 branco peão · g2 branco bispo · h2 branco peão · a1 branco torre · d1 branco rainha · f1 branco torre · g1 branco rei | a8 preto torre · c8 preto bispo · d8 preto rainha · e8 preto torre · g8 preto rei · a7 preto peão · b7 preto peão · c7 preto peão · f7 preto peão · g7 preto peão · c6 preto cavalo · d6 preto peão · h6 preto peão · c5 preto bispo · d5 branco cavalo · e5 preto peão · e4 branco peão · d3 branco peão · g3 branco peão · a2 branco peão · b2 branco peão · c2 branco peão · e2 branco cavalo · f2 branco peão · g2 branco bispo · h2 branco peão · a1 branco torre · d1 branco rainha · f1 branco torre · g1 branco rei | 2 |
| 1 | a8 preto torre · c8 preto bispo · d8 preto rainha · e8 preto torre · g8 preto rei · a7 preto peão · b7 preto peão · c7 preto peão · f7 preto peão · g7 preto peão · c6 preto cavalo · d6 preto peão · h6 preto peão · c5 preto bispo · d5 branco cavalo · e5 preto peão · e4 branco peão · d3 branco peão · g3 branco peão · a2 branco peão · b2 branco peão · c2 branco peão · e2 branco cavalo · f2 branco peão · g2 branco bispo · h2 branco peão · a1 branco torre · d1 branco rainha · f1 branco torre · g1 branco rei | a8 preto torre · c8 preto bispo · d8 preto rainha · e8 preto torre · g8 preto rei · a7 preto peão · b7 preto peão · c7 preto peão · f7 preto peão · g7 preto peão · c6 preto cavalo · d6 preto peão · h6 preto peão · c5 preto bispo · d5 branco cavalo · e5 preto peão · e4 branco peão · d3 branco peão · g3 branco peão · a2 branco peão · b2 branco peão · c2 branco peão · e2 branco cavalo · f2 branco peão · g2 branco bispo · h2 branco peão · a1 branco torre · d1 branco rainha · f1 branco torre · g1 branco rei | a8 preto torre · c8 preto bispo · d8 preto rainha · e8 preto torre · g8 preto rei · a7 preto peão · b7 preto peão · c7 preto peão · f7 preto peão · g7 preto peão · c6 preto cavalo · d6 preto peão · h6 preto peão · c5 preto bispo · d5 branco cavalo · e5 preto peão · e4 branco peão · d3 branco peão · g3 branco peão · a2 branco peão · b2 branco peão · c2 branco peão · e2 branco cavalo · f2 branco peão · g2 branco bispo · h2 branco peão · a1 branco torre · d1 branco rainha · f1 branco torre · g1 branco rei | a8 preto torre · c8 preto bispo · d8 preto rainha · e8 preto torre · g8 preto rei · a7 preto peão · b7 preto peão · c7 preto peão · f7 preto peão · g7 preto peão · c6 preto cavalo · d6 preto peão · h6 preto peão · c5 preto bispo · d5 branco cavalo · e5 preto peão · e4 branco peão · d3 branco peão · g3 branco peão · a2 branco peão · b2 branco peão · c2 branco peão · e2 branco cavalo · f2 branco peão · g2 branco bispo · h2 branco peão · a1 branco torre · d1 branco rainha · f1 branco torre · g1 branco rei | a8 preto torre · c8 preto bispo · d8 preto rainha · e8 preto torre · g8 preto rei · a7 preto peão · b7 preto peão · c7 preto peão · f7 preto peão · g7 preto peão · c6 preto cavalo · d6 preto peão · h6 preto peão · c5 preto bispo · d5 branco cavalo · e5 preto peão · e4 branco peão · d3 branco peão · g3 branco peão · a2 branco peão · b2 branco peão · c2 branco peão · e2 branco cavalo · f2 branco peão · g2 branco bispo · h2 branco peão · a1 branco torre · d1 branco rainha · f1 branco torre · g1 branco rei | a8 preto torre · c8 preto bispo · d8 preto rainha · e8 preto torre · g8 preto rei · a7 preto peão · b7 preto peão · c7 preto peão · f7 preto peão · g7 preto peão · c6 preto cavalo · d6 preto peão · h6 preto peão · c5 preto bispo · d5 branco cavalo · e5 preto peão · e4 branco peão · d3 branco peão · g3 branco peão · a2 branco peão · b2 branco peão · c2 branco peão · e2 branco cavalo · f2 branco peão · g2 branco bispo · h2 branco peão · a1 branco torre · d1 branco rainha · f1 branco torre · g1 branco rei | a8 preto torre · c8 preto bispo · d8 preto rainha · e8 preto torre · g8 preto rei · a7 preto peão · b7 preto peão · c7 preto peão · f7 preto peão · g7 preto peão · c6 preto cavalo · d6 preto peão · h6 preto peão · c5 preto bispo · d5 branco cavalo · e5 preto peão · e4 branco peão · d3 branco peão · g3 branco peão · a2 branco peão · b2 branco peão · c2 branco peão · e2 branco cavalo · f2 branco peão · g2 branco bispo · h2 branco peão · a1 branco torre · d1 branco rainha · f1 branco torre · g1 branco rei | a8 preto torre · c8 preto bispo · d8 preto rainha · e8 preto torre · g8 preto rei · a7 preto peão · b7 preto peão · c7 preto peão · f7 preto peão · g7 preto peão · c6 preto cavalo · d6 preto peão · h6 preto peão · c5 preto bispo · d5 branco cavalo · e5 preto peão · e4 branco peão · d3 branco peão · g3 branco peão · a2 branco peão · b2 branco peão · c2 branco peão · e2 branco cavalo · f2 branco peão · g2 branco bispo · h2 branco peão · a1 branco torre · d1 branco rainha · f1 branco torre · g1 branco rei | 1 |
|   | a | b | c | d | e | f | g | h |   |

## Variantes
2…Cf6 é o lance mais popular nesta posição,porém, caso as brancas optem por 3.f4, devem evitar uma armadilha bem longa, que as brancas também devem memorizar, para não sair com peão a menos. Caso as brancas joguem 3.Cbc3, as pretas devem tomar cuidado no caso de as brancas optarem pelo plano com 4.f4 (o plano tradicional nesse sistema). Nesta posição há dois caminhos bem distintos: 3.f4 e 3.Cbc3. Após 3.f4, as pretas têm dois lances fortes: 3…Cxe4 e 3…exf4. Vejamos a armadilha já mencionada anteriormente:1 e4 e5 2 Ce2 Cf6 3 f4 exf4 4 Cxf4 Cxe4?? 5 De2 De7 6 Cd5 De5 7 Cbc3 c6 (a melhor tentativa de salvar o cavalo, porém nem ela funciona) 8 d4! Dxd4 9 Cxe4 cxd5 (9…Dxd5 leva a 10 Cf6) 10 Cd6! (mate em 13) Rd8 11 De8 Rc7 12 Cb5 e 13 Cxd4 (ou: 13. Dd8+ Rc5 14. Cxd4 Ca6 15. b4+ Cxb4 16. Dc7+ Rxd4 17. c3+ Re4 18. Rf4# Obs: A partir da jogada 10, o mate é inevitável e qualquer outra linha para as negras além da mostrada apenas irá trazer o mate antes.) Uma alternativa bem melhor é 4…d5! com igualdade. Agora, vejamos 3…Cxe4: 4 d3 Cc5 5 fxe5 d5 6 d4 Ce6 7 c3 c5 com jogo igual. Uma linha com 3.Cbc3: 3…Cc6 4.f4 d5! 5.fxe5 Cxe4 6 d4 Bb4 7 Bd2 Bg4 8 Cxe4 dxe4 9 c3 Be7 10 Dc2 Bf5 11 Cg3 Bg6 12 Be3 0-0 com microscópica vantagem branca pela estrutura de peões.
2…Cc6 é o segundo lance mais popular, junto de 2…Bc5, embora este dê pequena vantagem branca. 2…Cc6 pode transpor a todas as linhas.2…Bc5 apenas para a linha com 4.g3 lá em cima.
2…d6 é possível, porém, passivo demais.2…d5 leva a um jogo no estilo da Defesa Escandinava. 2…Dh4 leva a 3 Cbc3 Bc5 4 g3 Df6 5 d4 exd4 6 Cd5! com clara vantagem branca.

## Posição de Smyslov
É possível alcançar a Posicao de Smyslov via Alapin: 1.e4 e5 2.Ce2 Cf6 3.Cbc3 Cc6 4.g3?!. Apesar de parecer interessante, é considerado fraco por causa da partida Smyslov-Botvinnik, 1958.